# Philodendron houlletianum
Philodendron houlletianum är en kallaväxtart som beskrevs av Adolf Engler. Philodendron houlletianum ingår i släktet Philodendron och familjen kallaväxter.
Artens utbredningsområde är Franska Guyana. Inga underarter finns listade.